# ديف بوش
ديف بوش (بالإنجليزية: Dave Bush)‏ هو لاعب كرة قاعدة أمريكي، ولد في 9 نوفمبر 1979 في بيتسبرغ في الولايات المتحدة.

## وصلات خارجية
- ديف بوش على موقع دوري كرة القاعدة الرئيسي (الإنجليزية)
- ديف بوش على موقع دوري كوريا الجنوبية لكرة القاعدة (الإنجليزية)
- ديف بوش على موقعبيزبول رفرنس.كوم (الدوري الرئيسي) (الإنجليزية)
- ديف بوش على موقعبيزبول رفرنس.كوم (الدوري الثانوي) (الإنجليزية)
- ديف بوش على موقع إي إس بي إن.كوم (أم.أل.بي) (الإنجليزية)
- ديف بوش على موقع مشجعي الرسوم البيانية (الإنجليزية)